# والتر بيتس
والتر بيتس (بالإنجليزية: Walter Pitts)‏ هو فيلسوف وعالم أعصاب وعالم نفس ورياضياتي أمريكي، ولد في 23 أبريل 1923 في ديترويت في الولايات المتحدة، وتوفي في 14 مايو 1969 في كامبريدج في الولايات المتحدة.

## وصلات خارجية
- والتر بيتس على موقع الموسوعة البريطانية (الإنجليزية)